# Championnats du monde de trampoline 2015
Navigation
Édition précédente Édition suivante
Les championnats du monde de trampoline 2015, trente-et-unième édition des championnats du monde de trampoline, ont lieu du 25 au 28 novembre 2015 à Odense, au Danemark.

## Podiums
| Épreuve                | Or                                                                          | Argent | Bronze                                                                             |
| ---------------------- | --------------------------------------------------------------------------- | --- | ---------------------------------------------------------------------------------- |
| Hommes                 |                                                                             | |                                                                                    |
| Individuel             | Gao Lei (CHN)                                                               | Uladzislau Hancharou (BLR) | Andrey Yudin (RUS)                                                                 |
| Synchro                | Chine Tu Xiao Dong Dong                                                     | Biélorussie Mikalai Kazak Uladzislau Hancharou | France Sébastien Martiny Allan Morante                                             |
| Trampoline par équipe  | Russie Sergei Azarian Andrey Yudin Dmitri Ouchakov Mikhail Melnik           | Chine Xiao Jinyu Dong Dong Gao Lei Tu Xiao | Biélorussie Mikalai Kazak Aleh Rabtsau Uladzislau Hancharou Artsiom Zhuk           |
| Double Mini            | Austin White (USA)                                                          | Mikhail Zalomin (RUS) | Matthew Weal (AUS)                                                                 |
| Double Mini par équipe | Russie Alexander Zebrov Aleksandr Odintsov Mikhail Zalomin Andrei Gladenkov | Canada Kyle Carragher Denis Vachon Jonathon Schwaiger Douglas Armstrong États-Unis Alexander Renkert Austin Nacey Austin White Garret Waterstradt | Non attribué                                                                       |
| Tumbling               | Yang Song (CHN)                                                             | Timofei Podust (RUS) | Zhang Kuo (CHN)                                                                    |
| Tumbling par équipe    | Russie Andrey Krylov Tagir Murtazaev Timofei Podust Grigory Noskov          | Chine Meng Wenchao Liu Longji Yang Song Zhang Kuo                                                                                                 | États-Unis Brandon Krzynefski Alexander Renkert Austin Nacey Jackson Tyson         |
| Femmes                 |                                                                             | |                                                                                    |
| Individuel             | Li Dan (CHN)                                                                | Liu Lingling (CHN) | Tatsiana Piatrenia (BLR)                                                           |
| Synchro                | Chine Zhong Xingping Li Dan                                                 | Biélorussie Tatsiana Piatrenia Hanna Harchonak | Ukraine Maryna Kyiko Nataliia Moskvina                                             |
| Trampoline par équipe  | Chine He Wenna Li Dan Liu Lingling Zhong Xingping                           | Biélorussie Maryia Lon Hanna Harchonak Tatsiana Piatrenia Palina Badyhina                                                                         | Russie Nadezhda Glebova Anna Kornetskaya Yana Pavlova Victoria Voronina            |
| Double Mini            | Erin Jauch (USA)                                                            | Jasmin Short (GBR) | Lina Sjoeberg (SWE)                                                                |
| Double Mini par équipe | Canada Arden Oh Danielle Gruber Tamara O'Brien Karine Dufour                | Grande-Bretagne Kirsty Way Sapphire Dallard Jasmin Short                                                                                          | États-Unis Tristan van Natta Paige Howard Erin Jauch Kristle Lowell                |
| Tumbling               | Jia Fangfang (CHN)                                                          | Lucie Colebeck (GBR) | Chen Lingxi (CHN) Anna Korobeinikova (RUS)                                         |
| Tumbling par équipe    | Chine Cai Qizi Chen Lingxi Jia Fangfang Yang Yujie                          | Grande-Bretagne Yasmin Taite Lucie Colebeck Rachel Davies Ashleigh Long                                                                           | Russie Natalia Parakhina Viktoriia Danilenko Anna Korobeinikova Anastasiia Isupova |

## Tableau des médailles
| Rang  | Nation          | Or | Argent | Bronze | Total |
| ----- | --------------- | -- | ------ | ------ | ----- |
| 1     | Chine           | 8  | 3      | 2      | 13    |
| 2     | Russie          | 3  | 2      | 4      | 9     |
| 3     | États-Unis      | 2  | 1      | 2      | 5     |
| 4     | Canada          | 1  | 1      | 0      | 2     |
| 5     | Biélorussie     | 0  | 4      | 2      | 6     |
| 6     | Grande-Bretagne | 0  | 4      | 0      | 4     |
| 7     | Australie       | 0  | 0      | 1      | 1     |
| 7     | Ukraine         | 0  | 0      | 1      | 1     |
| 7     | France          | 0  | 0      | 1      | 1     |
| 7     | Suède           | 0  | 0      | 1      | 1     |
| Total | Total           | 14 | 15     | 14     | 43    |